# The Hunt for Gollum
The Hunt for Gollum és un fan film dirigit per Chris Bouchard, basat en elements de la novel·la de fantasia èpica El Senyor dels Anells, de l'escriptor britànic J. R. R. Tolkien: diferents passatges de la novel·la, però també en els seus apèndixs. El film pretén ser una preqüela al Senyor dels Anells: la Comunitat de l'Anell, primera pel·lícula de la trilogia cinematogràfica del Senyor dels Anells de Peter Jackson, i el seu estil visual està inspirat per ella, però la producció és completament amateur i no està autoritzada per Tolkien Estate, Middle-earth Enterprises o New Line Cinema, que ostenten els drets sobre les obres de Tolkien i la trilogia de pel·lícules de Jackson respectivament.
The Hunt for Gollum va ser rodada en vídeo d'alta definició i es va estrenar en el festival de cinema Sci-Fi-London i en Internet, per veure-la de manera gratuïta, des del 3 de maig de 2009.
Existeix un altre fan film, titulat Born of Hope, relacionat en certa manera amb The Hunt for Gollum, doncs parteix de l'equip d'aquest procedeix d'aquell, que ha estat un projecte a molta major escala (vuit vegades el pressupost de The Hunt for Gollum). La col·laboració entre els equips de tots dos fan films va ser tan estreta que van arribar a compartir part del vestuari i attrezzo.

## Argument

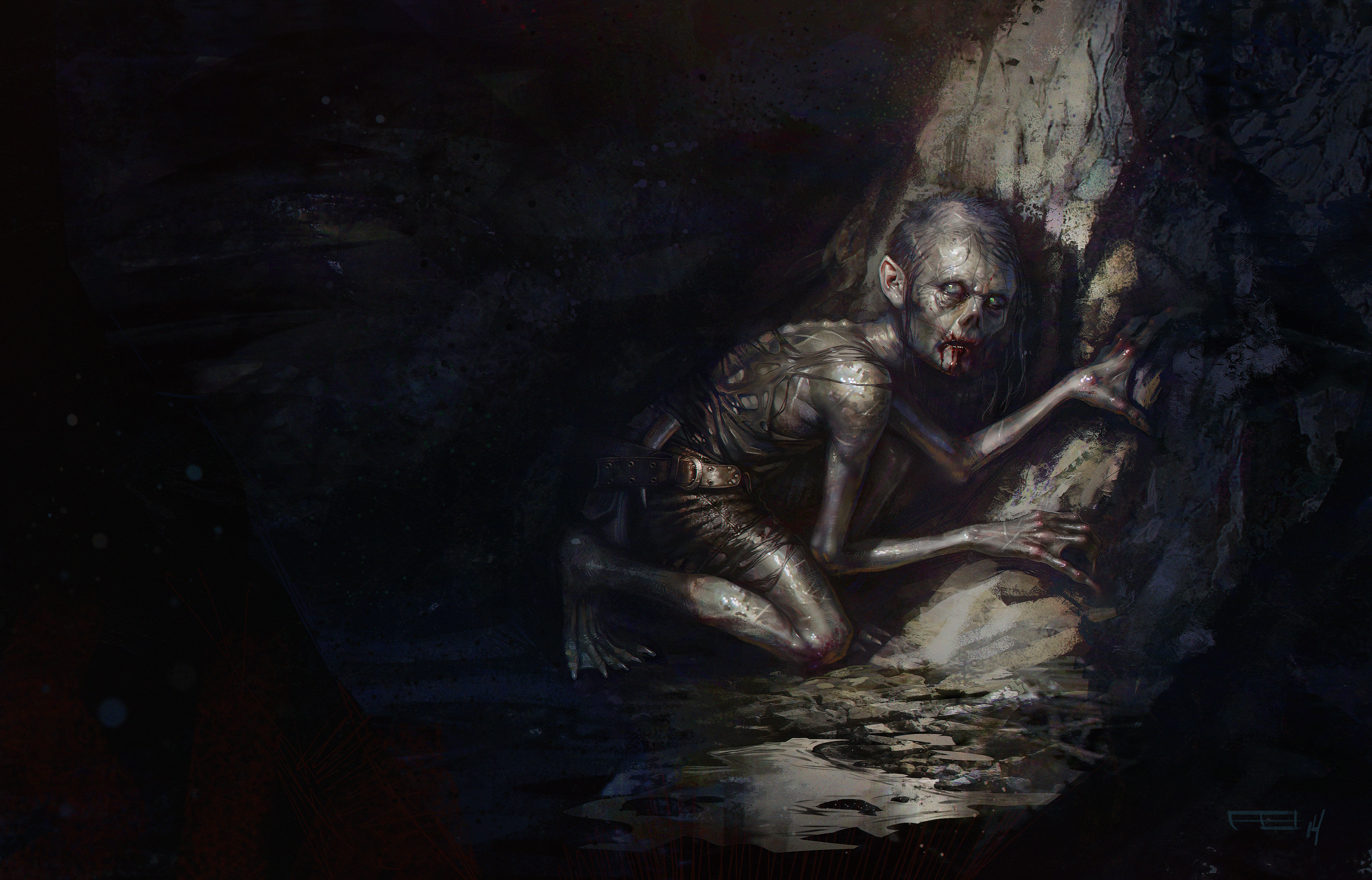
Gollum's journey commences, dibuix de Frederic Bennett.

La pel·lícula està ambientada en l'època de la Comunitat de l'Anell. La seva acció té lloc disset anys després de la festa del 111 aniversari de Bilbo i just abans que Frodo Saquet deixi la Comarca de camí a Rivendell (3009 T. I.). El mag Gàndalf tem que Gòl·lum reveli informació sobre l'Anell Únic al Senyor Fosc Sàuron, i envia al montaner Àragorn en la seva cerca. Àragorn segueix el rastre de la criatura, i l'atrapa en un sac amb un parany. En el camí de tornada a Rivendell és assaltat per una partida de orcs, al comandament de Goblok, que també busquen a Gol·lum per ordre del seu senyor Sàuron. Àragorn és capaç de vèncer als orcs, però durant l'enfrontament Gol·lum s'escapa del sac. Aragorn corre darrere d'ell, però la nit ha caigut i la següent trobada amb un dels nazgûl li hauria superat si no és per la intervenció d'un grup de elfs, que repel·leixen al nazgûl i recapturen Gol·lum. L'argument connecta amb el principi de la Comunitat de l'Anell, ja que acaba amb la cita de Gàndalf i Àragorn en Bree per treure l'Anell de la Comarca.

## Repartiment
- Adrian Webster com Aragorn, hereu de Isildur. La cobertura de mitjans de The Hunt for Gollum ha assenyalat la semblança de Webster amb Viggo Mortensen, que va interpretar a Àragorn en les pel·lícules de Peter Jackson;[1][2][4]
- Arin Alldridge com Arithir,b un Muntaners del Nord;
- Patrick O'Connor com Gàndalf el Gris. Igual que amb Webster i Mortensen, les crítiques han assenyalat la semblança d'O'Connor amb Ian McKellen, que va interpretar a Gandalf en les pel·lícules de Jackson;[2][4]
- Rita Ramnani com Arwen;
- Mathew Cunningham, Christopher Dingli i Francesco Sant Joan com Gòl·lum;
- Gareth Brough i Jason Perino com la veu del mateix Gollum. Brough també va interpretar a més a Goblok un cap orc;
- Dan Styles com Dabgash, un altre orc;
- Joshua Kennedy com un altre orc malhumorat;
- Max Bracey com un elf del Bosc Negre;
- Ross Morrisson i Emma Hunt com un dels espectres de l'Anell; i
- Lisa Rost-Welling com un paisà enfadat.

## Producció
The Hunt for Gollum va tenir un pressupost de menys de 3.000 lliures esterlines. L'enregistrament de localitzacions va tenir lloc en el nord de Gal·les, en el bosc d'Epping i la muntanya Hampstead. 160 voluntaris van treballar com a personal de producció. El disseny de producció va estar basat en la trilogia cinematogràfica del Senyor dels Anells de Peter Jackson.
L'aspecte més difícil per a la producció va ser el personatge del títol: «Portar al propi Gol·lum a la vida ha estat un gran repte», va dir Bouchard. «Realment no volia escaquejar-me i sabia que veure a Gol·lum seria un part important de la pel·lícula. Hem usat gairebé totes les bases que hi ha en el llibre per retratar a Gol·lum en la pantalla sense tot el poder de Weta Digital després de nosaltres!»
La mescla de so es va completar en l'estudi Futureworks en Manchester. Els compositors de la música de The Hunt for Gollum van ser Adam Langston, Andrew Skrabutenas i Chris Bouchard. La banda sonora no ha estat publicada en disc, però es troba disponible per a la seva descàrrega gratuïta d'Internet.

## Implicacions legals
Com tot fanfilm, The Hunt for Gollum es troba en una àrea legal confusa. La renúncia de responsabilitat de la pel·lícula diu:
No és clar si la producció viola els drets que tenen Tolkien Estate i New Line. Fred von Lohmann, director de la fundació Electronic Freedom Foundation, va comentar en la NPR que l'alta qualitat de la pel·lícula i el seu abast global a través d'Internet podria potencialment crear problemes legals. No obstant això, el director Chris Bouchard va dir a BBC News:

## Rebuda

### Crítiques
El tràiler de la pel·lícula va ser ben acollit a la xarxa. Un blogger de Entertainment Weekly va escriure, a la vista del tràiler, que la pel·lícula «pinta “meravellosa”», i va afegir que els creadors de la pel·lícula «semblen haver clavat una acceptable versió de baix pressupost dels efectes visuals de la millor-pel·lícula-èpica-de-la-història de Jackson». De manera similar, un blogger de Wired News va escriure que «The Hunt for Gollum pinta realment impressionant per a una pel·lícula feta “per fans per a fans”.» En All Things Considered de la NPR, la reportera Laura Sydell va dir: «The Hunt for Gollum pinta exactament com la versió de Hollywood. Em van enganyar la primera vegada que la vaig veure. […] els efectes especials del tráiler són impecables» Un escriptor del lloc web cinematogràfic Rotten Tomatoes va escriure: «el tràiler suggereix que serà millor que Eragon... o Krull».

### Audiència
The Hunt for Gollum ha estat un èxit d'audiència, sobrepassant, a l'agost de 2012, els vuit milions de visionats en Youtube i els dos milions en DailyMotion.[cita  Per a finals de 2015 ha superat ja les dotze milions de visites en YouTube

### Premis
El Festival de Cinema de Balticon per a curts d'afeccionats va premiar a The Hunt for Gollum el 2009, en la categoria de millor curt d'acció.